# Stéphane Henchoz
Stéphane Henchoz, né le 7 septembre 1974 à Billens, est un footballeur international suisse. Il évolue au poste de défenseur central du début des années 1990 à la fin des années 2000. Après la fin de sa carrière de joueur, il est devenu entraîneur de football.

## Biographie
Stéphane Henchoz commence à jouer dans son enfance au FC Fétigny dans le canton de Fribourg.
Il entame son parcours professionnel à Neuchâtel Xamax puis joue au Hambourg SV et aux Blackburn Rovers. Transféré à Liverpool, il remporte avec ce club cinq trophées en 2001 : Coupe de la Ligue, Coupe d'Angleterre, Coupe UEFA, Charity Shield et Supercoupe de l'UEFA. Il quitte le club liverpuldien lors du mercato de janvier 2005, soit quatre mois avant la victoire du club en finale de la Ligue des champions. Il signe alors au Celtic Glasgow puis au Wigan Athletic et termine sa carrière aux Blackburn Rovers.
Avec la sélection suisse, il compte 72 sélections et participe à l'Euro 1996 et à l'Euro 2004.
Reconverti entraîneur, il dirige le FC Bulle en 2009-2010 puis, dès décembre 2015, Neuchâtel Xamax FCS, où il assiste Michel Decastel en conseillant les défenseurs. Le 5 février 2019, il prend finalement la place de Decastel, limogé par le club neuchâtelois. Il n’est toutefois pas reconduit pour la saison suivante et rebondit au FC Sion après avoir éviter la relégation au club neuchâtelois. Il démissionne après seulement 16 matches à la tête du FC Sion. 
Le 5 juillet 2020, il fait son retour à Xamax pour tenter de sauver le club de la relégation alors qu'il reste huit journées à disputer.
Durant le mercato hivernal de 2022, il signe en faveur de l’Olympique lyonnais pour intégrer la cellule de recrutement.

### Carrière de joueur

#### Carrière en clubs
- 1992-1995 :  Neuchâtel Xamax
- 1995-1997 :  Hambourg SV
- 1997-1999 :  Blackburn Rovers
- 1999-2005 :  Liverpool
- 2005 :  Celtic Glasgow
- 2005-2006 :  Wigan Athletic
- 2006-2008 :  Blackburn Rovers[6]

#### Carrière en équipe nationale
- 72 sélections entre 1993 et 2005
- Première sélection : Japon - Suisse à Hong Kong
- Participation au Championnat d'Europe des Nations en 1996 (1er tour) et en 2004 (1er tour)

### Carrière d'entraîneur
- 2009-2010 : FC Bulle
- 2015-2019 : Neuchâtel Xamax FCS (assistant)
- 2019 : Neuchâtel Xamax FCS
- 2019 : FC Sion

## Palmarès

### En club
- Vainqueur de la Supercoupe d'Europe en 2001 avec Liverpool
- Vainqueur de la Coupe de l'UEFA en 2001 avec Liverpool
- Vainqueur de la Coupe d'Angleterre en 2001 avec Liverpool
- Vainqueur de la Coupe de la Ligue anglaise en 2001 et en 2003 avec Liverpool
- Vainqueur du Charity Shield en 2001 avec Liverpool
- Vice-champion d'Angleterre en 2002 avec Liverpool
- Vice-champion d'Écosse en 2005 avec le Celtic Glasgow

## Statistiques
Le tableau ci-dessous résume les statistiques en match officiel de Stéphane Henchoz durant sa carrière de joueur professionnel.

| Saison                | Club                  | Championnat           | Championnat | Championnat | Coupe nationale | Coupe nationale | Coupe de la Ligue | Coupe de la Ligue | Supercoupe | Supercoupe | Compétition(s) continentale(s) | Compétition(s) continentale(s) | Compétition(s) continentale(s) | Suisse | Suisse | Total | Total |
| Saison                | Club                  | Division              | M.          | B.          | M.              | B.              | M.                | B.                | M.         | B.         | Comp.                          | M.                             | B.                             | M.     | B.     | M.    | B.    |
| 1991-1992             | Neuchâtel Xamax       | Ligue nationale A     | -           | -           | -               | -               | -                 | -                 | -          | -          | C3                             | 1                              | 0                              | -      | -      | 1     | 0     |
| 1992-1993             | Neuchâtel Xamax       | Ligue nationale A     | 35          | 0           | -               | -               | -                 | -                 | -          | -          | C3                             | 2                              | 0                              | 2      | 0      | 39    | 0     |
| 1993-1994             | Neuchâtel Xamax       | Ligue nationale A     | 21          | 1           | -               | -               | -                 | -                 | -          | -          | -                              | -                              | -                              | -      | -      | 21    | 1     |
| 1994-1995             | Neuchâtel Xamax       | Ligue nationale A     | 35          | 0           | -               | -               | -                 | -                 | -          | -          | -                              | -                              | -                              | 7      | 0      | 42    | 0     |
| Sous-total            | Sous-total            | Sous-total            | 91          | 1           | -               | -               | -                 | -                 | -          | -          | -                              | 3                              | 0                              | 9      | 0      | 103   | 1     |
| 1995-1996             | Hambourg SV           | Bundesliga            | 31          | 2           | 1               | 0               | -                 | -                 | -          | -          | -                              | -                              | -                              | 10     | 0      | 42    | 2     |
| 1996-1997             | Hambourg SV           | Bundesliga            | 18          | 0           | 4               | 0               | -                 | -                 | -          | -          | C3                             | 5                              | 0                              | 3      | 0      | 30    | 0     |
| Sous-total            | Sous-total            | Sous-total            | 49          | 2           | 5               | 0               | -                 | -                 | -          | -          | -                              | 5                              | 0                              | 13     | 0      | 72    | 2     |
| 1997-1998             | Blackburn Rovers      | Premier League        | 36          | 0           | 4               | 0               | 1                 | 0                 | -          | -          | -                              | -                              | -                              | 8      | 0      | 49    | 0     |
| 1998-1999             | Blackburn Rovers      | Premier League        | 34          | 0           | 2               | 0               | 3                 | 0                 | -          | -          | C3                             | 2                              | 0                              | 7      | 0      | 48    | 0     |
| Sous-total            | Sous-total            | Sous-total            | 70          | 0           | 6               | 0               | 4                 | 0                 | -          | -          | -                              | 2                              | 0                              | 15     | 0      | 97    | 0     |
| 1999-2000             | Liverpool FC          | Premier League        | 29          | 0           | 2               | 0               | 2                 | 0                 | -          | -          | -                              | -                              | -                              | 4      | 0      | 37    | 0     |
| 2000-2001             | Liverpool FC          | Premier League        | 32          | 0           | 5               | 0               | 6                 | 0                 | -          | -          | C3                             | 10                             | 0                              | 9      | 0      | 62    | 0     |
| 2001-2002             | Liverpool FC          | Premier League        | 37          | 0           | 2               | 0               | -                 | -                 | 1          | 0          | SC C1                          | 1 15                           | 0                              | 3      | 0      | 59    | 0     |
| 2002-2003             | Liverpool FC          | Premier League        | 19          | 0           | 2               | 0               | 4                 | 0                 | 1          | 0          | C1 C3                          | 2 4                            | 0                              | 5      | 0      | 37    | 0     |
| 2003-2004             | Liverpool FC          | Premier League        | 18          | 0           | 4               | 0               | 1                 | 0                 | -          | -          | C3                             | 4                              | 0                              | 10     | 0      | 37    | 0     |
| 2004-2005             | Liverpool FC          | Premier League        | -           | -           | -               | -               | 3                 | 0                 | -          | -          | C1                             | 1                              | 0                              | 2      | 0      | 6     | 0     |
| Sous-total            | Sous-total            | Sous-total            | 135         | 0           | 15              | 0               | 16                | 0                 | 2          | 0          | -                              | 37                             | 0                              | 33     | 0      | 238   | 0     |
| 2004-2005             | Celtic FC             | Premier League        | 6           | 0           | -               | -               | -                 | -                 | -          | -          | -                              | -                              | -                              | 2      | 0      | 8     | 0     |
| Sous-total            | Sous-total            | Sous-total            | 6           | 0           | -               | -               | -                 | -                 | -          | -          | -                              | -                              | -                              | 2      | 0      | 8     | 0     |
| 2005-2006             | Wigan Athletic        | Premier League        | 26          | 0           | 2               | 0               | 4                 | 0                 | -          | -          | -                              | -                              | 0                              | -      | -      | 32    | 0     |
| Sous-total            | Sous-total            | Sous-total            | 26          | 0           | 2               | 0               | 4                 | 0                 | -          | -          | -                              | -                              | 0                              | -      | -      | 32    | 0     |
| 2006-2007             | Blackburn Rovers      | Premier League        | 11          | 0           | 2               | 0               | 1                 | 0                 | -          | -          | C3                             | 1                              | 0                              | -      | -      | 15    | 0     |
| 2007-2008             | Blackburn Rovers      | Premier League        | -           | -           | -               | -               | -                 | -                 | -          | -          | -                              | -                              | -                              | -      | -      | 0     | 0     |
| Sous-total            | Sous-total            | Sous-total            | 11          | 0           | 2               | 0               | 1                 | 0                 | -          | -          | -                              | 1                              | 0                              | -      | -      | 15    | 0     |
| Total sur la carrière | Total sur la carrière | Total sur la carrière | 388         | 3           | 30              | 0               | 25                | 0                 | 2          | 0          | -                              | 48                             | 0                              | 72     | 0      | 565   | 3     |